# G-Collections
G-Collections — американский локализатор и издатель японских эротических компьютерных игр в жанрах «симулятор свиданий» и «визуальный роман». Она входит в группу компаний J-List, JAST USA и Peach Princess под руководством Питера Пэйна (англ. Peter Payne). Его бизнес начался с J-List — японского онлайн-магазина, продающего различные сувениры. Затем, заинтересовавшись эротическими играми, Пэйн организовал JAST USA (материнская компания на данный момент), а G-Collections присоединилась позднее. По словам Пэйна, у G-Collections по-прежнему существует собственный офис в Японии. Первой выпущенной игрой компании стала Kango Shicyauzo: I’m Gonna Nurse You.

## Игры
- Amorous Professor Cherry (2008)
- Bazooka Cafe (2007)
- Cat Girl Alliance
- Chain: The Lost Footsteps (2002)
- Come See Me Tonight (2002)
- Come See Me Tonight 2 (2004)
- Crescendo (2003)
- Do You Like Horny Bunnies? (2003)
- Do You Like Horny Bunnies? 2 (2004)
- DOR (2002)
- Figures of Happines (2005)
- Heart de Roommate (2004)
- Hitomi: My Stepsister (2004)
- I'm Gonna Serve You 4 (2003)
- Idols Galore! (2004)
- Jewel Knights Crusaders (2004)
- Kana: Little Sister (2002)
- Kango Shicyauzo: I’m Gonna Nurse You (2003)
- Kango Shicyauzo 2: Is The Sorority House Burning? (2003)
- Let's Meow Meow! (2004)
- Lightning Warrior Raidy (2008)
- Pick Me, Honey! (2004)
- Pretty Soldier Wars A.D. 2048 (2007)
- Private Nurse (2002)
- Secret Wives' Club (2003)
- Sensei 2 (2003)
- Slave Pageant (2004)
- Snow Sakura (2007)
- The Sagara Family (2005)
- Tottemo Pheromone (2002)
- Tsuki: Possession (2003)
- Virgin Roster (2003)